# ジョン・カー (初代ロクスバラ公爵)

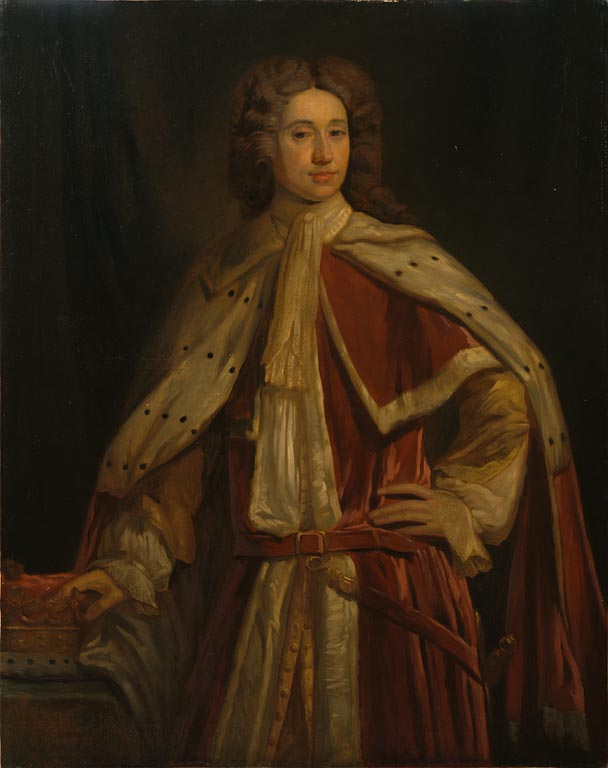
初代ロクスバラ公爵ジョン・カー

初代ロクスバラ公爵ジョン・カー（英語: John Ker, 1st Duke of Roxburghe, KG PC FRS、1680年4月30日 - 1741年2月17日）は、イギリスの貴族。ホイッグに属してスコットランド国務大臣を務めたが、ウォルポール政権には批判的な立場をとった。

## 生涯
第3代ロクスバラ伯爵とマーガレット・ヘイ（初代ツィードデール侯爵ジョン・ヘイの娘）の息子として生まれた。実兄に第4代ロクスバラ伯爵がいる。1696年に兄ロバートが死去すると第5代ロクスバラ伯爵になり、1704年にスコットランド国務大臣に任命された。イングランドとスコットランドの合同を推進したため、1707年にロクスバラ公爵に叙された。その後はイングランドとスコットランドが合同してグレートブリテン王国が成立したため、スコットランド貴族の創設はロクスバラ公爵で最後となった。1707年5月28日、王立協会フェローに選出された。
ロクスバラ公爵はスコットランドの貴族代表議員を4会期務め、国王ジョージ1世は彼を枢密院の顧問官とスコットランド玉璽尚書に任命した。1715年ジャコバイト蜂起で政府側に立った後、1716年から1725年までスコットランド国務大臣を務めたが、麦芽税に反対したため首相サー・ロバート・ウォルポールに罷免された。1727年4月、サー・アイザック・ニュートンの葬儀で棺桶に付き添った6人のうちの1人を務めた。1739年10月17日の勅許により創設されたファウンドリング病院の初代総監の1人を務めた。
1741年2月27日に死去した。1人息子のロバートが爵位を継承した。

## 人物
- ホイッグに属したものの、政権を握るサー・ロバート・ウォルポールに対しては批判的な立場をとることが多かった[7]。
- ロクスバラ公の政敵であったジョージ・ロッカート（英語版）は公爵を「数知れぬ読書と勉強によって向上した良識ある人物。欧州一の洗練された若者であり、自分の考えを魅力的に表現できた」と評した[4]。

## 家族
1707年頃にメアリー・サヴィル（Mary Savile、第2代ハリファックス侯爵の未亡人、第7代ウィンチルシー伯爵の娘）と結婚して、一人息子をもうけた。
- （長男）ロバート（1709年頃 - 1755年8月23日）- 第2代ロクスバラ公爵

## 関連図書
- Henderson, Thomas Finlayson (1892). "Ker, John (d.1741)" . In Lee, Sidney (ed.). Dictionary of National Biography (英語). Vol. 31. London: Smith, Elder & Co. pp. 50–51.
- Bayne, Thomas Wilson (1901). "Ker, John (d.1741)" . In Lee, Sidney (ed.). Dictionary of National Biography (1st supplement) (英語). Vol. 3. London: Smith, Elder & Co. p. 60.